# Claude Godard
Claude Godard est une actrice française, née le 21 juin 1931 à Casteljaloux (Lot-et-Garonne) et morte le 19 août 1981 à Caen.

## Biographie
Après avoir été pensionnaire à Bordeaux, elle entre au Cours Simon, puis part retrouver ses parents qui venaient de s'installer aux Etats-Unis. Elle débute sur scène à New York et devient animatrice à la télévision américaine, avant de rentrer en France où, pour un rôle, elle rencontre l'auteur Jacques Deval qu'elle épouse en 1961 et avec lequel elle a un fils : Alain, né en 1963.

## Filmographie

### Cinéma
- 1954 : Crime au concert Mayol de Pierre Méré : Mado
- 1955 : Boulevard du crime de René Gaveau : Geneviève
- 1955 : La Môme Pigalle de Alfred Rode : Sonia
- 1956 : Les Truands de Antonio Santillán : Une femme de Jim
- 1956 : Zaza de René Gaveau : Orianne
- 1956 : Hôpital d'urgence (Hospital de urgencia) de Antonio Santillán
- 1957 : Le Colonel est de la revue de Maurice Labro
- 1957 : Élisa de Jean Becker : Lina
- 1957 : L'amour descend du ciel de Maurice Cam : La servante
- 1957 : Méfiez-vous fillettes de Yves Allégret : Lucie
- 1959 : La Femme et le Pantin de Julien Duvivier : Mercedes
- 1959 : Énigme aux Folies Bergère de Jean Mitry

### Télévision
- 1969-1974 : Au théâtre ce soir
  - 1969 : Carlos et Marguerite de Jean Bernard-Luc, mise en scène Christian-Gérard, réalisation Pierre Sabbagh, Théâtre Marigny : Mademoiselle
  - 1969 : Ombre chère de Jacques Deval, mise en scène Christian-Gérard, réalisation Pierre Sabbagh, Théâtre Marigny : Alix
  - 1970 : Et l'enfer Isabelle ? de Jacques Deval, mise en scène Jacques Mauclair, réalisation Pierre Sabbagh, Théâtre Marigny : Gaby
  - 1973 : Au théâtre ce soir : La Reine galante d’André Castelot, mise en scène Michel Roux, réalisation Georges Folgoas, Théâtre Marigny : La dame anglaise

## Théâtre
- 1962 : La Contessa ou la volupté d'être de Maurice Druon, mise en scène Jean Le Poulain, Théâtre de Paris